# 訃報 2006年1月
訃報 2006年1月（ふほう 2006ねん1がつ）では、2006年1月中に物故した、又は物故が報じられた人物についてまとめる。

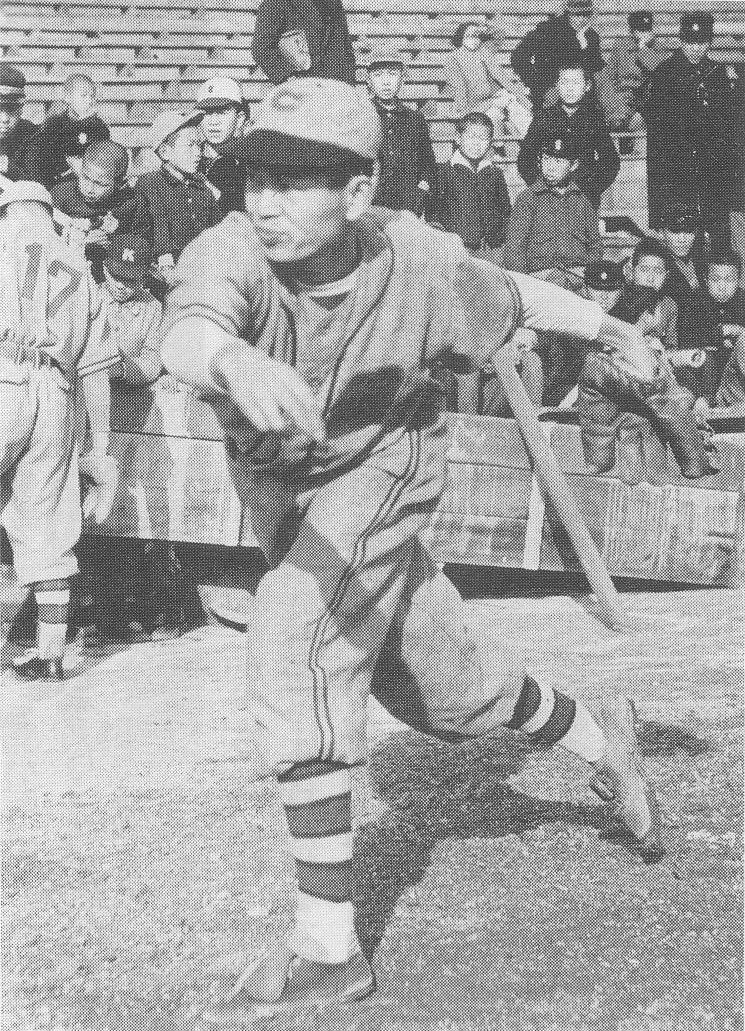
近藤貞雄／1月2日没

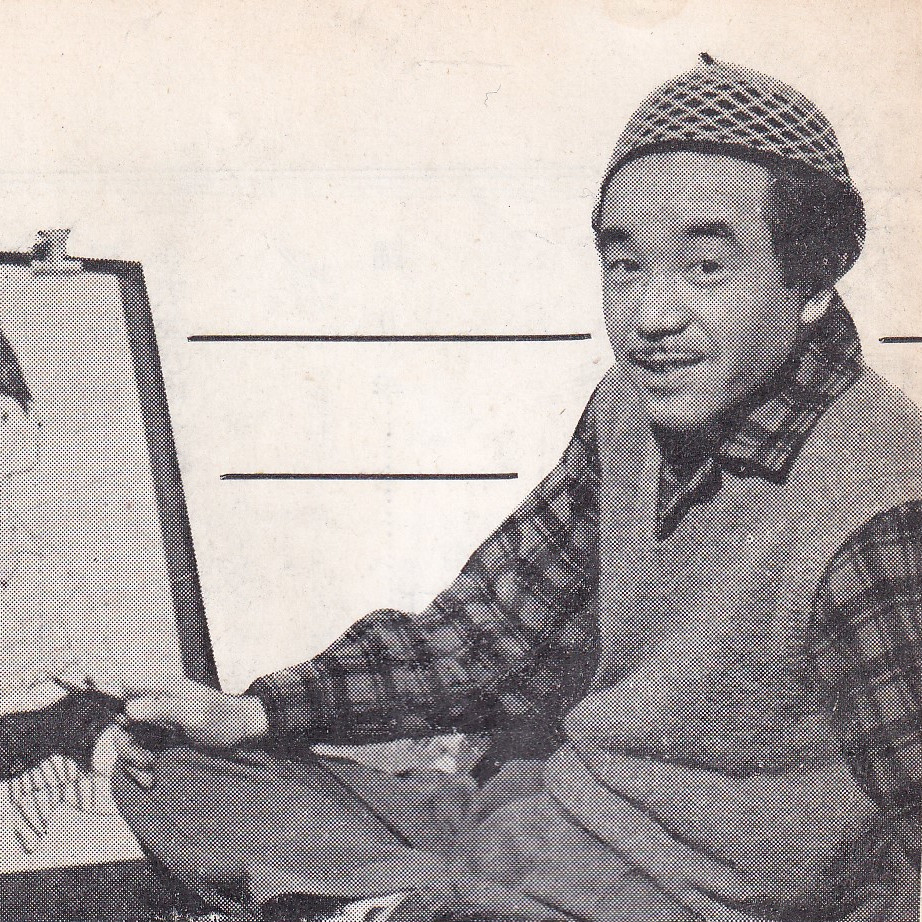
加藤芳郎／1月6日没

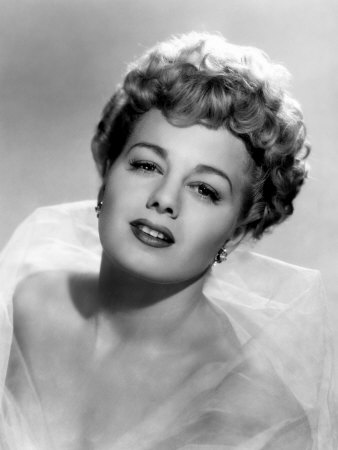
シェリー・ウィンタース／1月14日没

## （1日 - 15日）
- 1月1日 - 林巳奈夫、考古学者（* 1925年）
- 1月2日 - 近藤貞雄、元プロ野球選手【東京巨人軍・中日ドラゴンズほか所属】、中日ドラゴンズ・横浜大洋ホエールズ監督（* 1925年）[1]
- 1月2日? - 佐久間洋之介、プロサーファー（* 1980年）
- 1月3日 - ビル・スケート（Bill Skate)、元パプアニューギニア首相（* 1953年）
- 1月3日 - 河原淳、イラストレーター（* 1929年）
- 1月3日 - 東史郎、元日本兵・南京事件関連の本を執筆（* 1912年）[2]
- 1月4日 - マクトゥーム・ビン＝ラーシド・アール＝マクトゥーム、アラブ首長国連邦首相、ドバイ首長国のアミール（* 1943年）
- 1月4日 - 高木正明、元自由民主党参議院議員、北海道開発庁・沖縄開発庁長官（* 1929年）
- 1月4日 - アーヴィング・レイトン、カナダの詩人（* 1912年）
- 1月4日 - 菊地勇一、俳優（* 1934年）
- 1月4日 - 万井正人、医学者（* 1921年）
- 1月5日 - 三浦敬三、スキーヤー、三浦雄一郎の父（* 1904年）[1][3]
- 1月6日 - ルー・ロウルズ、アメリカ合衆国のソウル・ジャズ・ブルースシンガー（* 1933年）[1]
- 1月6日 - 加藤芳郎、漫画家（* 1925年）[1]
- 1月7日 - ハインリヒ・ハラー、オーストリアの登山家・作家（* 1912年）
- 1月8日 - トニー・バンクス、イギリスの貴族院議員（* 1943年）
- 1月8日 - 田中なおみ、日本のタレント、5代目クラリオンガール（* 1957年）
- 1月8日 - エルソン・ベセーラ（Elson Becerra)、コロンビアのサッカー選手（* 1978年）
- 1月9日 - 大島博光、フランス文学者、詩人（* 1910年）
- 1月9日 - アンディ・カルデコット（Andy Caldecott)、パリ・ダカール・ラリーのレーサー（* 1964年）
- 1月12日 - シェイク・ファイサル・ビン・ハマド・アル＝ハリーファ（Faisal ibn Hamad al-Khalifah)、バーレーンの王子（* 1991年）
- 1月12日 - 本田竹広、ジャズピアニスト（* 1945年）[1]
- 1月14日 - シェリー・ウィンタース、アメリカ合衆国の女優、アカデミー助演女優賞受賞者（* 1920年）[1]
- 1月15日 - ジャービル・アル＝アフマド・アッ＝サバーハ、クウェートのアミール（* 1926年）
- 1月15日 - 舟橋和郎、脚本家（* 1919年）
- 1月15日 - 小沢章一、高校野球指導者（* 1964年）

## （16日 - 31日）
- 1月16日 - ローカル岡、漫談家（* 1943年）
- 1月17日 - 小川双々子、俳人（* 1922年）[4]
- 1月18日 - 田口健二、元社会民主党衆議院議員（* 1930年）
- 1月19日 - ウィルソン・ピケット、アメリカ合衆国のソウルシンガー（* 1941年）
- 1月19日 - 有島重武、元公明党衆議院議員（* 1924年）
- 1月19日 - アンソニー・フランシオサ、アメリカ合衆国の俳優（* 1928年）
- 1月20日 - アンドレイ・ヨルダン、キルギスタンの元首相（* 1934年）
- 1月21日 - イブラヒム・ルゴヴァ、コソボの大統領（* 1944年）
- 1月22日 - 川田正子、童謡・唱歌歌手（* 1934年）[1]
- 1月23日 - 高木時夫、元中日ドラゴンズ捕手、スカウト（* 1937年）[1][5]
- 1月24日 - フェイヤード・ニコラス（Fayard Nicholas)、アメリカ合衆国のタップダンサー（* 1914年）
- 1月24日 - クリス・ペン、 アメリカ合衆国の俳優、ショーン・ペンの弟（* 1965年）[1][6]
- 1月24日 - ニコラス・シャックルトン、地質学者・気象学者（* 1937年）
- 1月26日 - 東家嘉幸、元自由民主党衆議院議員・国土庁長官（* 1927年）
- 1月26日 - 脇田愛二郎、彫刻家・造形作家（* 1942年）
- 1月27日 - ヨハネス・ラウ、元ドイツ大統領（* 1931年）
- 1月27日 - 二宮文造、元公明党参議院議員（* 1920年）[7]
- 1月27日 - 杉浦敏介、元日本長期信用銀行頭取（* 1911年）
- 1月29日 - ナム・ジュン・パイク、大韓民国出身、アメリカ合衆国の美術家（* 1932年）
- 1月29日 - 荒木茂、ロイヤルホールディングス会長（* 1922年?）
- 1月29日 - 鈴木市蔵、元参議院議員（* 1910年）
- 1月30日 - ウェンディ・ワッサースタイン、アメリカ合衆国の劇作家、ピューリッツァー賞受賞者（* 1950年）
- 1月31日 - コレッタ・スコット・キング（Coretta Scott King)、社会活動家、マーティン・ルーサー・キング夫人（* 1927年）
- 1月31日 - モイラ・シアラー、イギリスのバレリーナ・女優（* 1926年）[8]
- 1月31日 - 高橋芙美子、女優（* 1915年）